# Zippin Pippin
Zippin Pippin in Bay Beach Amusement Park (Green Bay, Wisconsin, USA) ist eine Holzachterbahn des Herstellers Martin & Vleminckx, die am 21. Mai 2011 eröffnet wurde.
Die 715,4 m lange Strecke erreicht eine Höhe von 21,3 m und besitzt eine 19,2 m hohe erste Abfahrt von 50,6°. Das Layout der Strecke orientiert sich an der Zippin Pippin in Libertyland.

## Züge
Zippin Pippin besitzt zwei Züge des Herstellers Philadelphia Toboggan Coasters mit jeweils fünf Wagen. In jedem Wagen können sechs Personen (drei Reihen à zwei Personen) Platz nehmen. Die Züge wurden vorher auf Thunder Eagle in Island in Pigeon Forge eingesetzt.